# Лука Божић
Лука Божић (Бјеловар, 29. април 1996) хрватски је кошаркаш. Игра на позицији крила, а тренутно наступа за Форсу из Љеиде, на позајмици из Валенсије.

## Каријера
Божић је започео своју каријеру у Бјеловару, у којем је провео три сезоне играјући у другој хрватској лиги.
Каријеру наставља у Загребу за који је потписао 2014. године.
У септембру 2017. године потписао је двогодишњи уговор са Задром. Играјући за Задар, Божић је био лидер у скоковима у узастопним сезонама Јадранске лиге (2017/18. и 2018/19.), са просечно 7,8 скокова и 7,2 скока по утакмици.
У сезони 2019/20. потписао је уговор са екипом Будућности из Подгорице. Имао је ограничену улогу у тиму, постизавши у просеку само 3,5 поена и 1,5 скокова на 15 утакмица. Целу сезону 2020/21. је провео као слободан играч.
У јулу 2021. године, након једногодишњег одсуства, потписао је за босанско-херцеговачки клуб Широки. Играјући за Широки, Божић је просечно постизао 21,5 поена и 7 скокова на 13 утакмица Друге Јадранске лиге.
У августу 2022. Божић се вратио у Задар потписавши краткорочни уговор са могућношћу продужења. Током сезоне 2022/23, Божић је просечно бележио 22 поена, 9,8 скокова и 6,4 асистенције на 25 утакмица регуларне сезоне Јадранске лиге. За своје наступе проглашен је за најкориснијег играча Јадранске лиге.

## Успеси

### Клупски
- Задар:
  - Првенство Хрватске (2): 2022/23, 2023/24.
  - Куп Крешимира Ћосића (1): 2024.
- Будућност:
  - Куп Црне Горе (1): 2020.

### Појединачни
- Најкориснији играч Јадранске лиге (2): 2022/23, 2023/24.
- Најбољи стрелац Јадранске лиге (1): 2023/24.
- Идеална стартна петорка Јадранске лиге (2): 2022/23, 2023/24.
- Најкориснији играч финала Купа Крешимира Ћосића (1): 2024.